# Barajul Cândești
Acumularea Cândești este amplasată  pe râul Buzău, la 19 km amonte de orașul Buzău și este creată de un baraj deversor de tip stăvilar cu prag lat și diguri de contur construite din materiale locale.
Lacul Cândești este situat în zona localității Cândești, are o suprafață de 0,74 km2 și o adâncime medie de 5 m. Volumul total reținut este de 3,7 milioane m3. Această acumulare are ca principală folosință alimentarea cu apă a populației, producerea de energie electrică, realizarea de irigații și atenuarea viiturilor.